# Leont d'Alabanda
Leont d'Alabanda (en llatí Leon, -ontis , en grec antic Λέων, -οντος), fou un historiador i retòric grec d'Alabanda a Cària de data desconeguda, però amb molta probabilitat de la segona meitat del segle iv aC.
Va escriure:
- 1. Καρικῶν Βιβλία δ᾽, De rebus Cariae Libri quatuor
- 2. Λυκιακὰ ἐν Βιβλίοις β᾽, De rebus Lyciae, Libri duo
- 3. Ὁ ἱερὸς πόλεμος Φωκέων καὶ Βοιωτῶν, Bellum Sacrum inter Phocenses et Boeotos
- 4. Τέχνη, Ars (sc. Rhetorica)
- 5. Περὶ στάσεων o Τέχνη περὶ στάσεων, De Statibus, o De Seditionibus

Totes les obres s'han perdut. Alguns d'aquests títols els trobem també mencionats a Suides i a Eudòxia Macrembolitissa com a escrites per Leont de Bizanci.